# 萬中選一 (歌曲)
《萬中選一》（英語：Only Girl (In the World)）是巴巴多斯歌手蕾哈娜的一首歌曲，出自其第5张专辑《娜喊》。歌曲于2010年9月10日正式发行为专辑的首支单曲。歌曲由克里斯特尔·妮可、星际之门和桑迪·维伊创作，并由後兩者制作。蕾哈娜在筹划《娜喊》前曾請求星际之门他们是否能创作一些活泼、快节奏的歌曲。《唯一的女孩》是为专辑创作的第一首歌曲，蕾哈娜在录制之前就決定將它收錄進专辑中。歌曲以强烈的贝斯和合成器伴奏。《唯一的女孩》是一首融合了高能、銳舞和节奏蓝调的欧陆舞曲。歌词描述了蕾哈娜希望爱人能注意到她的肉体。
《萬中選一》獲得了主流樂評的正面评价，评论主要讚賞歌曲的创作以及蕾哈娜脱离上张专辑《娜式定义》的暗黑主题的决定。歌曲在《娜喊》的第2支单曲《呼喊我的名》登上美国《告示牌》百強單曲榜榜首两周后获得了冠军，達成了榜单历史中首次专辑的第2支单曲比首支单曲更快取得榜首的記錄。歌曲在英国以过百万的销量蝉联该国榜单榜首两周，成为有史以来第19首卖的最好的女艺人单曲。歌曲在澳洲、新西兰、加拿大和爱尔兰取得冠军，并在法国、德国和瑞士進入了前五名。
蕾哈娜在美国的《週六夜现场》、英国的《X音素》演唱了《唯一的女孩》，并在第31屆全英音樂獎演唱了歌曲的缩短版本。歌曲的音乐录影带由安東尼·曼德勒执导，蕾哈娜獨自一人在一個開闊的自然景觀背景下出演了這部影片。影片暗示了她是世界上唯一的女性，回应了歌曲的名称和歌词内容，评论赞赏了它的明亮和鲜艳的主题。2011年，《唯一的女孩》赢得了第53屆葛萊美獎的「最佳舞曲录制」荣誉。

## 创作概念和进展

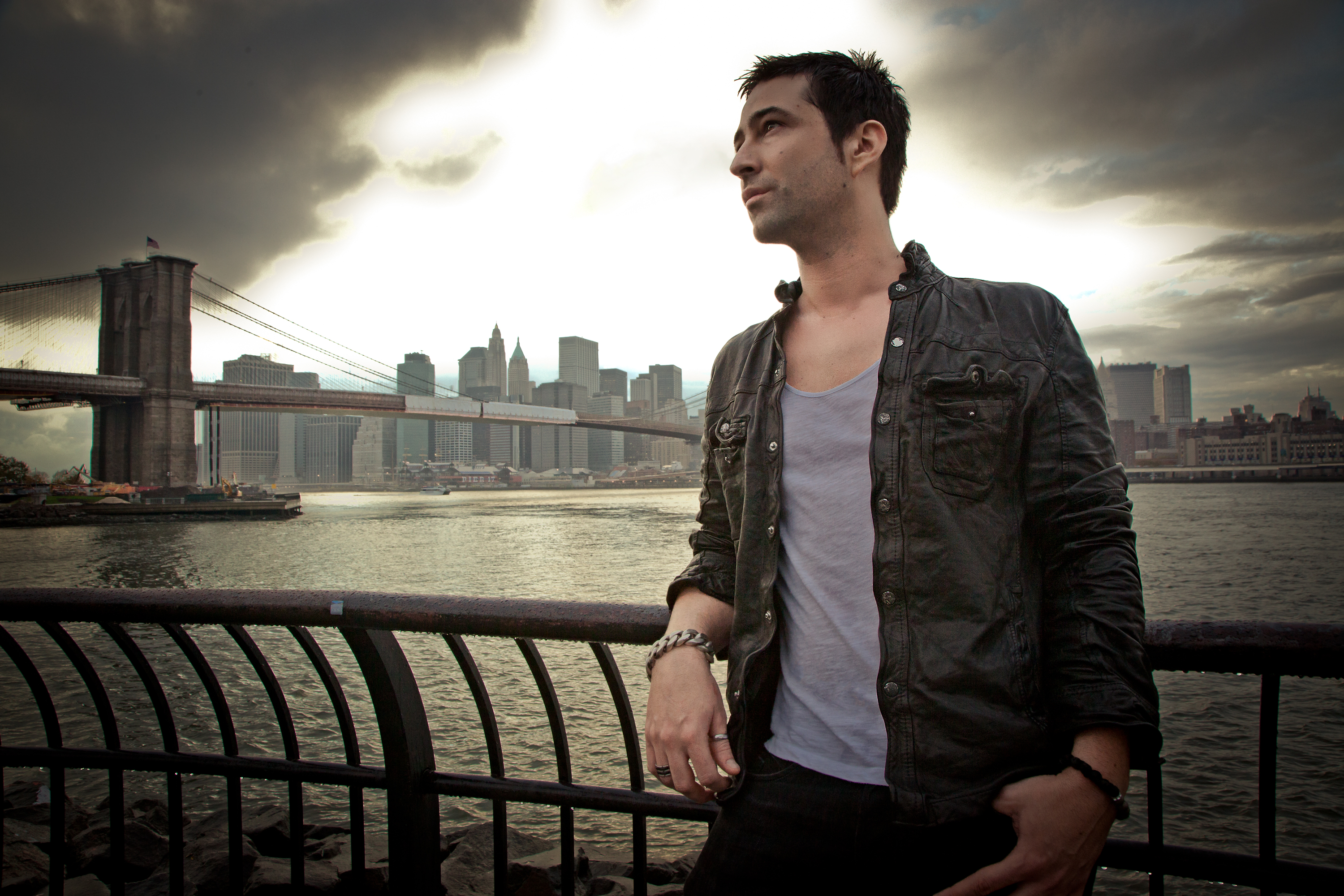
《唯一的女孩》的词曲创作者和制作人桑迪·维伊（图）。

《唯一的女孩》由克里斯特尔·妮可、星际之门和桑迪·维伊创作，并由星际之门和维伊制作。蕾哈娜曾与星际之门共同合作单曲《我恨我愛你》、《音樂不要停》和《壞孩子》。2011年2月，星际之门说道蕾哈娜在开始录制无名专辑前曾与这对挪威制作团队交涉，她说她想要製作專輯開心一點并制作一些活泼、快节奏的歌曲。根据星际之门成员托尔·埃里克·赫尔曼森的说法，《唯一的女孩》是第一首为专辑创作的歌曲，而蕾哈娜在录制之前就选定其包含在专辑曲目中。在與粉絲網上聊天時，蕾哈娜表示，作為一名藝人，她想要採取下一步行動：「我不想回头再重做类似《娜妹好壞》的东西。我想为蕾哈娜的发展踏出下一步，而这对我们来说都很完美。你们经常保护我，所以现在你们會聽到一些好歌来证明自己的做法是对的。」蕾哈娜称《唯一的女孩》比《壞孩子》「擁有更大声的愛情宣言」。
歌曲在蕾哈娜举行地球上最后的女孩巡回演唱会时录制。其器樂部分由星际之门成员米克尔·斯托萊爾·艾里克森和迈尔斯·沃克在纽约的摇滚那麦克风工作室和洛杉矶的西湖录制工作室，以及由维伊在巴黎的地堡工作室完成录制。科克·哈勒爾制作蕾哈娜的演唱部分，并与喬許·古德温和马科斯·托瓦爾共同录制它们。伊纳姆·哈克、戴恩·利斯卡和布拉德·谢伊录制附加的演唱部分。歌曲的混音部分由菲尔·谭在亞特蘭大的忍者节拍俱乐部以及由维伊在地堡工作室负责，并由達米安·路易斯负责策划。艾里克森、维伊和赫尔曼森负责乐器編成，而约翰逊演唱和声。

## 词曲
《唯一的女孩》是一首欧陆舞曲，时长3分55秒。歌曲融合了高能、銳舞和节奏蓝调。歌曲以升F小調创作，拍号为每分钟126拍。歌曲的樂器編成包括合成器、「强烈快速的贝斯」和「频闪」电子节拍。《娱乐週刊》的布拉德·韋泰称这首歌是《音樂不要停》的「更強而有力、更性感」的版本。
蕾哈娜演唱《唯一的女孩》時的音域有一个半純八度，在E♭3到E♭5之間，而她以「柔軟」及「誘惑」的聲音演唱了這首歌曲。歌曲歌词围绕了蕾哈娜渴望她爱人的关注，好让她感觉自己是世界上唯一的女孩。蕾哈娜在副歌中「倾注她的心声」：「Want you to make me feel like I'm the only girl in the world/ Like I'm the only one that you'll ever love/ Like I'm the only one who knows your heart/ Only girl in the world.」（大意：想要你讓我覺得我是世界上唯一的女孩/就像我是你這一生唯一愛過的人/就像我是唯一懂你心意的人/世界上唯一的女孩）数码间谍撰稿人尼克·列维称副歌「重击的像一只兔子癫痫发作。」蕾哈娜挑逗地唱道：「Baby, I'll tell you all my secrets that I'm keepin'/ You can come inside/ And when you enter, you ain't leavin'/ Be my prisoner for the night.」（大意：寶貝，我會告訴你我全部的秘密/你可以进来我的世界/你一旦走進，就不能離開/今晚你會成為我的俘虜）BBC的弗雷澤·麥卡爾平将歌曲歌词的信息与德国童話《長髮姑娘》作比较；蕾哈娜才不会因为男人过来拯救她就把头发甩出城堡外，「特别是这些人没有准备好爬上那高得惊悚的窗户」。

## 乐评
歌曲獲得了主流樂評的正面评价。《洛杉磯時報》的格里克·D·肯尼迪称歌曲是一首「肯定会热门的单曲」并是一些（讓蕾哈娜）「东山再起」的东西。MTV新闻撰稿人詹姆斯·丁称赞其是一首快感的歌曲，并与蕾哈娜前张专辑《限制级》的「强硬」首发单曲《俄羅斯轉盤》作比较。《告示牌》撰稿人莫妮卡·埃雷拉认为《唯一的女孩》這首歌發行的「直接目的就是想要讓舞池淪陷」。数码间谍的尼克·列维给了歌曲四星（满分五星），称其為「取悦人群的歌曲」，但批評了歌曲没什麼新意。
《紐約每日新聞》的列维和吉姆·法爾伯认为《唯一的女孩》是继《音樂不要停》之后听起来最流行的歌曲。BBC的弗雷澤·麥卡爾平在分析这首歌曲的同时询问为什么《唯一的女孩》尽管有趾高气扬、控制欲强的风格，但都会被听者忽视其「正面的印象」。他最初持評判態度（「聽聽看這首歌曲中心那有風力的嘶聲，試試看你能不能忍受住這一波連續衝擊之後還能喘得過氣來。簡單來説就是太多壓力以野蠻的力氣塞滿了我們的耳朵」），但他最後認爲蕾哈娜以十分熱情的態度來演唱這首歌曲並給了其四星（滿分五星）。《滾石》的詹姆士·多蘭給了歌曲兩顆半星（滿分五星），並寫道「除非有人請你喝飲料，不然那催眠的拍子不會讓你想繼續呆在俱樂部裏。」

## 商業成績

### 北美
《唯一的女孩》于2010年9月25日空降美国《告示牌》百强单曲榜第75名，次周，歌曲排位跳到第3名。歌曲于11月25日登上榜首（蕾哈娜的第九首）之前，已经是《娜喊》的第2支单曲《呼喊我的名》（德瑞克伴唱）登上榜单榜首两周后，这也是榜单历史中首次专辑的第2支单曲比首支单曲更快取得榜首。《唯一的女孩》是蕾哈娜于2010年第4首冠军单曲，而她是第一位女艺人也是自亚瑟小子于2004年后首位艺人在同一年有4首冠军单曲。蕾哈娜还是自2000年拥有最多的冠军单曲（九首）的艺人。《唯一的女孩》于2010年和2011年在《告示牌》百强单曲年终榜分别排在第47名和40名。
歌曲以249,000份銷量空降数位歌曲榜冠军，为蕾哈娜第八首冠军单曲以及第六首空降冠军单曲（自2005年开榜后，这成绩对任何艺人來説都是最多的）。当《唯一的女孩》于2010年11月25日在主流四十強單曲榜从第2名升上第1名，蕾哈娜以七首冠军单曲的成绩打破了该流行电台榜的记录。歌曲于2011年《告示牌》数位歌曲榜和流行歌曲榜的年终榜分别排在第46名和33名。《唯一的女孩》是蕾哈娜第十二首舞曲夜店歌曲榜的冠军单曲并在2010年《告示牌》年终榜排在第46名。截至2015年6月，歌曲在美国的銷量已經超過360萬張，获得了美國唱片業協會的「六白金唱片」認證。《唯一的女孩》于2010年9月25日空降加拿大榜单第65名，并在次周升上榜首。歌曲于11月6日重回榜首并连续三星期维持该成绩，并在该榜单保持了35周。

### 英国
《唯一的女孩》以销售超过126,000份銷量于2010年10月31日空降英国单曲榜第2名。雪莉·柯爾的《向我承诺》以销售超过157,000份銷量空降榜单榜首，而雪莉兒和蕾哈娜在该年拥有第一高和第二高的首周销售量。歌曲为蕾哈娜第六首英国单曲榜亚军歌曲，并在次周上升至榜首且连续两星期维持该成绩。歌曲也是继《小雨傘》、《謝幕》和《一統江湖》之后第4首英国冠军单曲。2011年12月，《唯一的女孩》是第108首在英国获得过百万的销量的歌曲，同时是第15首的女艺人单曲，这是蕾哈娜为主要艺人的第一首且总共的第二首。第107首百万销量单曲是六周前的阿姆的《喜歡你說謊的樣子》，蕾哈娜也伴唱其中。
蕾哈娜是第二个非英国、非北美拥有百万销量的艺人，第一个为丹麦歌手薇格菲尔1994年歌曲《周六晚》。虽然在当时拥有两首百万销量歌曲的女艺人只是加拿大歌手席琳·狄翁，然而蕾哈娜两首的随后单曲《找到愛》和《璀鑽》均获得了过百万销量。《唯一的女孩》是第19首最高销量的女艺人单曲，同时也是英国有史以来的第99首。歌曲分别在2010年及2011年为第4首及第68首最高销量的歌曲。其在英国的运输超過60萬張且1,080,000 份銷量，获得了英國唱片業協會的「白金唱片」認證。《唯一的女孩》在英国单曲下载榜和蘇格蘭单曲榜最高到达榜首。

## 音乐录影带

在錄影帶中，蕾哈娜穿着大的白披肩，站在充满各式各样气球的山间小道。评论讚赏录影带的朴素和色彩缤纷，且令人愉快的形象。

导演安東尼·曼德勒执导《唯一的女孩》的音乐录影带，并在洛杉矶的拍摄场地拍摄了两个小时。蕾哈娜告诉JustJared.com该录影带在一处「大的景观」拍摄，而她是在画面中唯一的一个人，回应了歌曲的标题。蕾哈娜还在「红土地嬉戏并躺在花做的床上」。錄影帶還以各種顏色的大氣球、掛在天空上的鞦韆以及掛了不同顏色燈的樹裝飾。蕾哈娜的穿着包括馬海毛針織衫、花卉圖案的迷你裙以及白胸罩和平口褲两件套。
《娱乐週刊》的田納·斯特兰斯基讚赏影片的朴素，并谈到它看起来「就像蕾哈娜直率地跟你（观众）说话，而她是唯一及一个人在不表露綿延起伏的山巒、美丽而不表露的景观当中。这个效果让你直截了當地注意到安置在调情穿着的（蕾哈娜）。」CBS的喬伊斯·李称蕾哈娜呈现了从《限制级》单曲的「前卫」音乐录影带發展至更女性化且色彩鲜艳风格。在线邮件的评论家和《Spin》的賽斯·索末菲回应了李的评论，前者称录影带有「美丽的镜头」而后者认为是「异想天开[和]美丽」。在线邮件的评论家称该录影带脱离了《限制级》音乐录影带那种「硬前卫、更強而有力的形象」。《告示牌》评论家杰森·利普舒茨称掛着灯的树为「梦幻般的形象」。

## 现场演出和翻唱版本

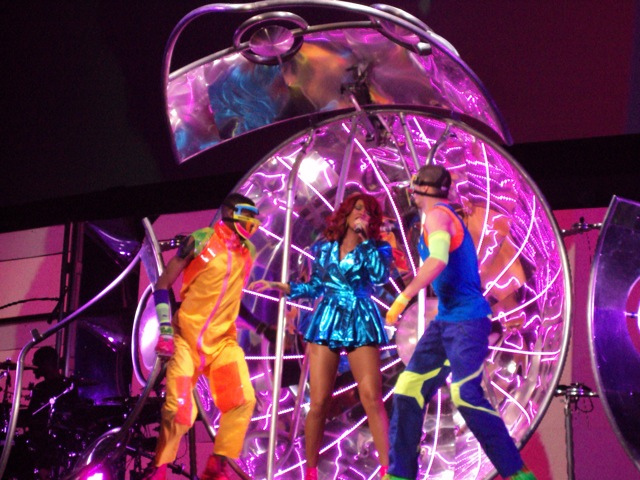
蕾哈娜在娜喊巡回演唱会演唱《唯一的女孩》

2010年10月30日，蕾哈娜在纽约的《週六夜现场》演唱《唯一的女孩》和《呼喊我的名》的个人版本。隔天，她飞去伦敦在《X音素》演唱这首歌曲。蕾哈娜的舞者在她演唱时用蛋糕和奶油玩食物大戰，节目的制作人在宣布周次淘汰结果前只有一分钟清洁舞台。11月7日，她在馬德里的MTV歐洲音樂大獎演唱这首歌曲，她穿着受到「童话」影响的整套服装并走过背对阳光的一组花朵。两天后，蕾哈娜穿着粉色花卉比基尼、靴子和绑着红辫子在《X音素》意大利版本演唱《唯一的女孩》。隔天，她飞去法国在《格兰德脱口秀》演唱这首歌曲时整身覆盖白气球。
11月11日，蕾哈娜重回伦敦并在《葛雷漢·諾頓秀》接受访问，同时现场演出了《唯一的女孩》。蕾哈娜在全美音乐奖演唱《娜喊》歌曲集锦作为开场秀。她首先坐在「一地深色刀片草地」上由光管做的假树，并以无伴奏合唱形式演唱《喜歡你說謊的樣子 (二部曲)》。蕾哈娜接着演唱《呼喊我的名》的个人版本和《唯一的女孩》的缩短版本。MTV新闻的马武塞·施吉比称当穿着部落服装的鼓手围绕着蕾哈娜时她「扬起了岛屿主题」。
2011年2月15日，蕾哈娜在第31届全英音乐奖演唱《唯一的女孩》来作为《娜喊》集锦的一部分，并同时演唱其他两首单曲：《呼喊我的名》和《禁忌游戏》。她原本打算只表演《禁忌游戏》（与英国发行日期同时发生），但是英國唱片業協會要求将「歌词中关于性的標識给降下来」。据传闻，蕾哈娜对于这种要求感到很生气，于是改为表演几首其他相关歌曲。她作出改变是因为英國唱片業協會想杜绝类似于2010年12月11日《X音素》第7季总决赛之后所收获的投诉，而当时蕾哈娜被批评在下午九时的分水岭时间之前，穿着太过于挑逗性以及表演一些有性暗示且「恶心」的舞蹈。2011年5月27日，蕾哈娜在NBC《今日秀》演唱《唯一的女孩》、《加州大床》、《呼喊我的名》和《禁忌游戏》来作为该节目演唱会系列的一部分。歌曲还包括娜喊、777和璀鑽世界巡迴演唱會曲目列表中，其于2012年5月24日在BBC廣播一台大周末作为她演出的开场歌。她还在2016年MTV音乐录影带大奖演唱这首歌曲。
凯蒂·佩里在她的加州之梦巡回演唱会翻唱《唯一的女孩》与薇洛·史密斯的《甩我头发》不插电混搭版本。埃利·古尔丁在出席《广播1台现场休息室》时翻唱这首歌曲，而这翻唱成为了《光芒》的B面。

## 形式和曲目列表
- 数位下载[84]

1. 《唯一的女孩》－3:55

- 德国CD单曲[85]

1. 《唯一的女孩》–3:55
2. 《唯一的女孩》（Extended Club Mix）–5:39

- 英国CD单曲[86]

1. 《唯一的女孩》–3:55
2. 《唯一的女孩》（Instrumental）–3:55

## 奖项和提名
| 年份 | 典礼                   | 奖项                  | 结果 | 参考   |
| ---- | ---------------------- | --------------------- | ---- | ------ |
| 2011 | 第53屆葛萊美獎         | 最佳舞曲录制          | 獲獎 | [ 87 ] |
| 2011 | 国际舞曲音乐奖         | 最佳流行舞曲          | 提名 | [ 88 ] |
| 2011 | 国际舞曲音乐奖         | 最佳节奏蓝调/城市舞曲 | 獲獎 | [ 88 ] |
| 2011 | 2011年靈魂列車音樂大獎 | 最佳舞曲演出          | 提名 | [ 89 ] |
| 2011 | ASCAP流行音乐奖        | 最多演出歌曲          | 獲獎 | [ 90 ] |
| 2012 | ASCAP流行音乐奖        | 最多演出歌曲          | 獲獎 | [ 91 ] |
| 2012 | BMI獎                  | BMI流行奖             | 獲獎 | [ 92 ] |

## 榜单成绩
| 排行榜（2010至2011年）                            | 最高 排名 |
| ------------------------------------------------- | --------- |
| 澳大利亚（澳大利亚唱片业协会單曲榜）              | 1         |
| 奥地利（Ö3四十强单曲榜）                          | 1         |
| 比利时佛兰德（Ultratop五十强单曲榜）              | 2         |
| 比利时佛兰德（Ultratop舞曲榜）                    | 2         |
| 比利时瓦隆（Ultratop五十强单曲榜）                | 1         |
| 比利时瓦隆（Ultratop舞曲榜）                      | 2         |
| 加拿大（加拿大百强单曲榜）                        | 1         |
| 捷克（電台百強單曲榜）                            | 4         |
| 丹麥（Hitlisten单曲榜）                           | 2         |
| 歐洲（European Hot 100）                          | 1         |
| 芬兰（芬蘭官方單曲榜）                            | 2         |
| 法国（法國唱片出版業公會單曲榜）                  | 1         |
| 德国（德國官方單曲榜）                            | 2         |
| 匈牙利（四十强电台榜）                            | 1         |
| 愛爾蘭（愛爾蘭唱片音樂協會单曲榜）                | 1         |
| 意大利（意大利音乐产业联盟单曲榜）                | 1         |
| 日本（Japan Hot 100）                             | 8         |
| 盧森堡（《告示牌》Luxembourg Digital Song Sales） | 2         |
| 荷兰（荷蘭四十強單曲榜）                          | 2         |
| 新西兰（新西兰唱片音乐协会单曲榜）                | 1         |
| 挪威（世道單曲榜）                                | 1         |
| 波蘭（波蘭百大電台榜）                            | 1         |
| 波蘭（波蘭五十強舞曲榜）                          | 1         |
| 葡萄牙（《告示牌》Portugal Digital Songs）        | 1         |
| 羅馬尼亞（羅馬尼亞百强单曲榜）                    | 3         |
| 蘇格蘭（官方榜单公司单曲榜）                      | 1         |
| 斯洛伐克（電台百強單曲榜）                        | 1         |
| 西班牙（西班牙音樂製作協會）                      | 2         |
| 瑞典（瑞典最熱榜）                                | 2         |
| 瑞士（瑞士热门音乐榜）                            | 2         |
| 英国（官方榜单公司单曲榜）                        | 1         |
| 美国（《告示牌》百强单曲榜）                      | 1         |
| 美国（《告示牌》当代成人单曲榜）                  | 18        |
| 美国（《告示牌》成人流行歌曲榜）                  | 30        |
| 美国（《告示牌》舞曲夜店歌曲榜）                  | 1         |
| 美国（《告示牌》拉丁電台歌曲榜）                  | 14        |
| 美国（《告示牌》拉丁流行歌曲榜）                  | 4         |
| 美国（《告示牌》流行歌曲榜）                      | 1         |
| 美国（《告示牌》節奏單曲榜）                      | 1         |
| 美国（《告示牌》熱帶歌曲榜）                      | 18        |

| 排行榜（2010年）                       | 排名 |
| -------------------------------------- | ---- |
| 澳洲（澳洲唱片業協會單曲榜）           | 7    |
| 澳洲（澳洲唱片業協會城市榜）           | 4    |
| 奧地利（Ö3四十強單曲榜）               | 18   |
| 比利時法蘭德斯（Ultratop五十強單曲榜） | 22   |
| 比利時瓦隆尼亞（Ultratop四十強單曲榜） | 22   |
| 加拿大（加拿大百強單曲榜）             | 30   |
| 丹麥（Tracklisten）                    | 15   |
| 德國（德國官方榜單）                   | 18   |
| 愛爾蘭（愛爾蘭唱片音樂協會）           | 5    |
| 荷蘭（荷蘭40強單曲榜）                 | 23   |
| 瑞士（瑞士熱門音樂榜）                 | 11   |
| 英國（官方榜單公司單曲榜）             | 4    |
| 美國（《告示牌》百強單曲榜）           | 47   |
| 美國（《告示牌》舞曲夜店歌曲榜）       | 46   |

| 排行榜（2011年）                       | 排名 |
| -------------------------------------- | ---- |
| 澳洲（澳洲唱片業協會單曲榜）           | 74   |
| 澳洲（澳洲唱片業協會城市榜）           | 24   |
| 奧地利（Ö3四十強單曲榜）               | 67   |
| 比利時法蘭德斯（Ultratop五十強單曲榜） | 68   |
| 比利時瓦隆尼亞（Ultratop四十強單曲榜） | 70   |
| 加拿大（加拿大百強單曲榜）             | 27   |
| 德國（德國官方榜單）                   | 82   |
| 日本（日本熱門100金曲榜）              | 94   |
| 瑞典（瑞典最熱榜）                     | 32   |
| 瑞士（瑞士熱門音樂榜）                 | 42   |
| 英國（官方榜單公司單曲榜）             | 68   |
| 美國（《告示牌》百強單曲榜）           | 40   |
| 美國（《告示牌》當代成人單曲榜）       | 37   |
| 美國（《告示牌》成人流行歌曲榜）       | 43   |
| 美國（《告示牌》拉丁電台歌曲榜）       | 30   |
| 美國（《告示牌》流行歌曲榜）           | 33   |
| 美國（《告示牌》節奏单曲榜）           | 23   |

### 有史以来榜
| 排行榜                     | 最高 排名 |
| -------------------------- | --------- |
| 英国（官方榜单公司单曲榜） | 99        |

## 销量认证
| 地區                                  | 认证    | 认证单位/销量 |
| ------------------------------------- | ------- | ------------- |
| 澳大利亚（澳大利亚唱片业协会）        | 7× 白金 | 490,000^      |
| 比利时（比利時唱片音樂協會）          | 白金    | 30,000*       |
| 丹麦（國際唱片業協會丹麥分會）        | 白金    | 30,000        |
| 德国（聯邦音樂產業協會）              | 白金    | 300,000^      |
| 西班牙（西班牙音樂製作協會）          | 白金    | 40,000*       |
| 瑞典（瑞典唱片業協會）                | 白金    | 40,000‡       |
| 瑞士（國際唱片業協會瑞士分会）        | 2× 白金 | 60,000^       |
| 英国（英国唱片业协会）                | 2× 白金 | 1,160,000     |
| 美国（美國唱片業協會）                | 6× 白金 | 3,600,000†    |
| *僅含認證的實際銷量 ^僅含認證的出貨量 |         |               |

†从2013年5月9日开始，RIAA数位单曲的销量认证包括了一經請求的原声带或者歌曲影片的串流还有下载。

## 电台和数位发行历史
| 国家   | 日期           | 形式                            | 厂牌               |
| ------ | -------------- | ------------------------------- | ------------------ |
| 荷蘭   | 2010年9月10日  | 数位下载                        | 島嶼好果醬音樂集團 |
| 比利时 | 2010年9月13日  | 数位下载                        | 島嶼好果醬音樂集團 |
| 芬兰   | 2010年9月13日  | 数位下载                        | 島嶼好果醬音樂集團 |
| 西班牙 | 2010年9月13日  | 数位下载                        | 島嶼好果醬音樂集團 |
| 美国   | 2010年9月21日  | 主流电台 节奏电台 （ 英语 ： Rhythmic contemporary） | 島嶼好果醬音樂集團 |
| 德国   | 2010年10月1日  | 数位下载                        | 島嶼好果醬音樂集團 |
| 美国   | 2010年10月24日 | 数位下载                        | 島嶼好果醬音樂集團 |
| 英国   | 2010年10月25日 | 数位下载 CD单曲                 | 水星唱片           |